# Rajd Nikon 2006
Rajd Nikon 2006 – 7. edycja Rajdu Nikon. Był to rajd samochodowy rozgrywany od 8 do 9 września 2006 roku. Była to szósta runda Rajdowych Samochodowych Mistrzostw Polski w roku 2006. Rajd składał się z trzynastu odcinków specjalnych.

## Wyniki końcowe rajdu[1]
| Miejsce | Kierowca          | Pilot              | Samochód                 | Czas      | Strata  | Grupa Klasa |
| ------- | ----------------- | ------------------ | ------------------------ | --------- | ------- | ----------- |
| 1       | Michał Bębenek    | Grzegorz Bębenek   | Mitsubishi Lancer Evo IX | 1:30:31.5 | -       | N4          |
| 2       | Maciej Lubiak     | Maciej Wisławski   | Mitsubishi Lancer Evo IX | 1:30:40.1 | +8.6    | N4          |
| 3       | Tomasz Kuchar     | Jakub Gerber       | Subaru Impreza STi N12   | 1:31:01.6 | +30.1   | N4          |
| 4       | Michał Kościuszko | Jarosław Baran     | Suzuki Swift S1600       | 1:31:49.6 | +1:18.1 | A6/S        |
| 5       | Sebastian Frycz   | Ryszard Ciupka     | Subaru Impreza STi N11   | 1:32:19.4 | +1:47.9 | N4          |
| 6       | Maciej Oleksowicz | Andrzej Obrębowski | Subaru Impreza STi N12   | 1:32:40.7 | +2:09.2 | N4          |
| 7       | Piotr Adamus      | Magdalena Zacharko | Peugeot 206 S1600        | 1:33:19.8 | +2:48.3 | A6/S        |
| 8       | Mariusz Stec      | Jacek Rathe        | Mitsubishi Lancer Evo IX | 1:33:35.9 | +3:04.4 | N4          |
| 9       | Marcin Mucha      | Joanna Madej       | Suzuki Ignis S1600       | 1:34:37.4 | +4:05.9 | A6/S        |
| 10      | Stefan Karnabal   | Michał Kuśnierz    | Mitsubishi Lancer Evo IX | 1:36:30.8 | +5:59.3 | N4          |